# Сільвано Фонтолан
Сільвано Фонтолан (італ. Silvano Fontolan, нар. 24 лютого 1955, Гарбаньяте-Міланезе) — італійський футболіст, що грав на позиції захисника, зокрема за «Верону», у складі якої був чемпіоном Італії. По завершенні ігрової кар'єри — тренер.
Старший брат Давіде Фонтолана, гравця «Інтера» першої половини 1990-х.

## Ігрова кар'єра
Народився 24 лютого 1955 року в місті Гарбаньяте-Міланезе. Вихованець футбольної школи клубу «Комо». Дорослу футбольну кар'єру розпочав 1974 року в основній команді того ж клубу, в якій провів чотири сезони, взявши участь у 115 матчах чемпіонату, більшість яких — у другому дивізіоні. 
Сезон 1978/79 провів в «Інтернаціонале», де закріпитися не зумів і ще на чотири сезони повернувся до «Комо».
Привернув увагу представників тренерського штабу клубу «Верона», до складу якого перейшов 1983 року і де відразу став основним гравцем захисної ланки. У сезоні 1984/85 допоміг веронській команді уперше в її історії стати чемпіоном країни. Загалом відіграв за «Верону» п'ять сезонів своєї ігрової кар'єри.
Завершив ігрову кар'єру у команді «Асколі», за яку виступав протягом 1988—1989 років.

## Кар'єра тренера
Розпочавши тренерську кар'єру, 2002 року увійшов до тренерського штабу клубу «Комо», де очолив команду дублерів. Згодом був помічником головного тренера в основній команді, а протягом частини 2004 року виконував його обов'язки.
Протягом другої половини 2000-х років тренував низку нижчолігових італійських команд, а 2013 року знову працював з дублем «Комо».

## Статистика виступів

### Статистика клубних виступів
| Сезон              | Команда            | Чемпіонат          | Чемпіонат | Чемпіонат |
| Сезон              | Команда            | Ліга               | Ігор      | Голів     |
| ------------------ | ------------------ | ------------------ | --------- | --------- |
| 1974–75            | «Комо»             | B                  | 37        | 0         |
| 1975–76            | «Комо»             | A                  | 30        | 2         |
| 1976–77            | «Комо»             | B                  | 31        | 1         |
| 1977–78            | «Комо»             | B                  | 17        | 0         |
| 1978–79            | «Інтернаціонале»   | A                  | 13        | 0         |
| 1979–80            | «Комо»             | B                  | 38        | 2         |
| 1980–81            | «Комо»             | A                  | 30        | 0         |
| 1981–82            | «Комо»             | A                  | 29        | 1         |
| 1982–83            | «Комо»             | B                  | 36        | 1         |
| Усього за «Комо»   | Усього за «Комо»   | Усього за «Комо»   | 248       | 7         |
| 1983–84            | «Верона»           | A                  | 29        | 0         |
| 1984–85            | «Верона»           | A                  | 28        | 1         |
| 1985–86            | «Верона»           | A                  | 28        | 0         |
| 1986–87            | «Верона»           | A                  | 29        | 2         |
| 1987–88            | «Верона»           | A                  | 29        | 1         |
| Усього за «Верону» | Усього за «Верону» | Усього за «Верону» | 143       | 4         |
| 1988–89            | «Асколі»           | A                  | 32        | 0         |
| Усього за кар'єру  | Усього за кар'єру  | Усього за кар'єру  | 436       | 11        |

## Титули і досягнення
- Чемпіон Італії (1):

«Верона»: 1984-1985